# 風間浦村

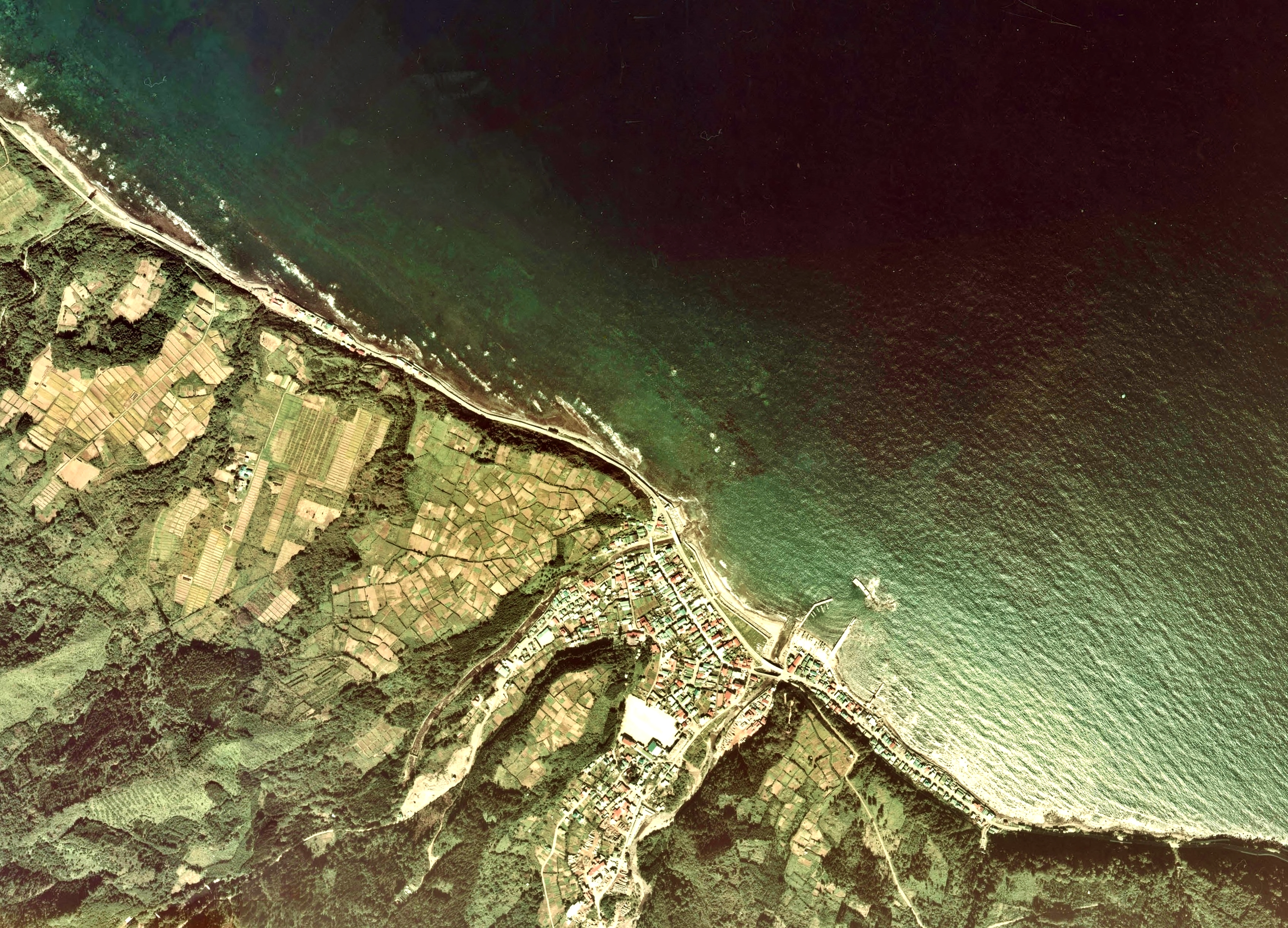
村役場のある易国間地区周辺の空中写真。1975年撮影の2枚を合成作成。
。

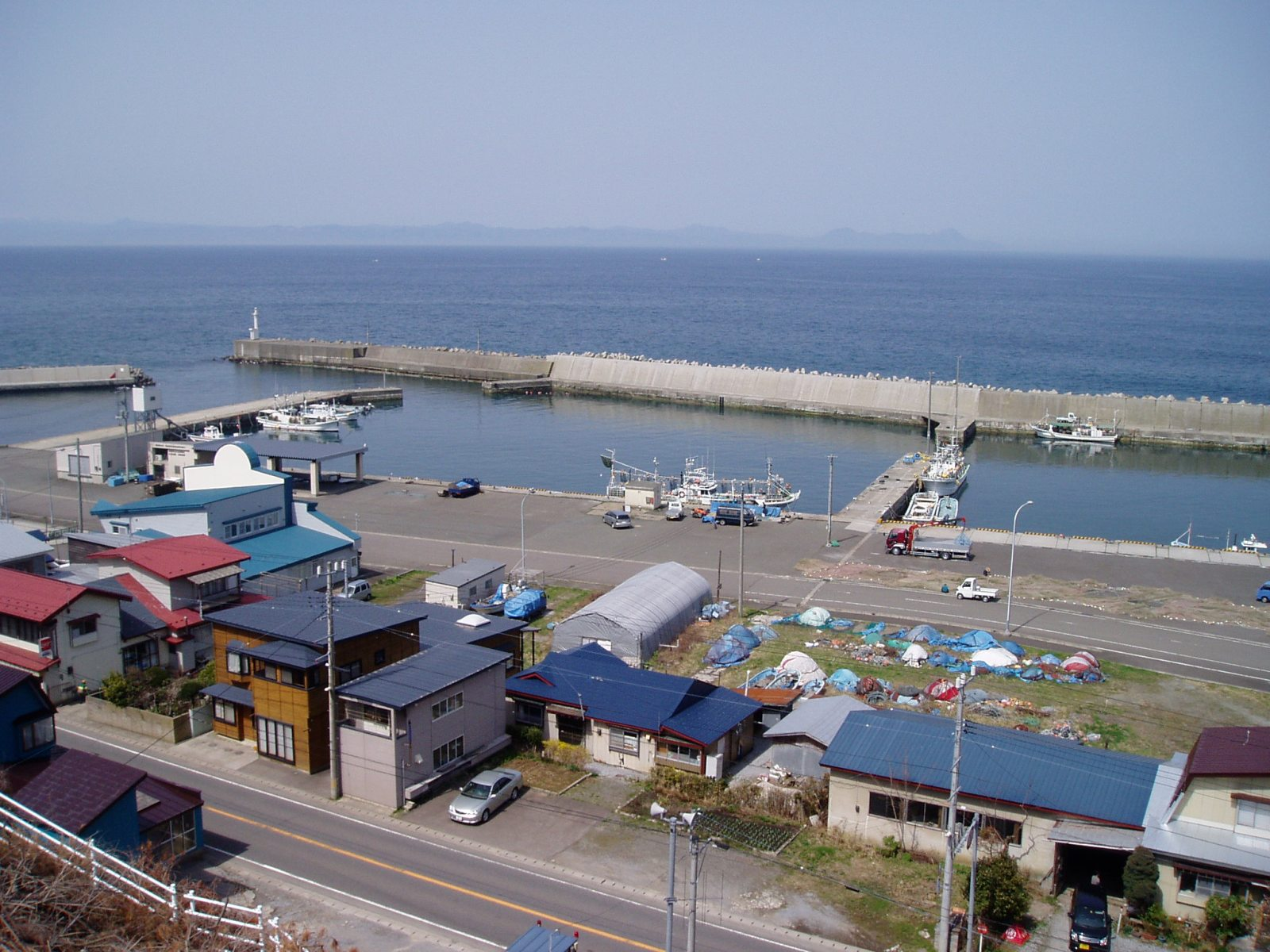
易国間漁港

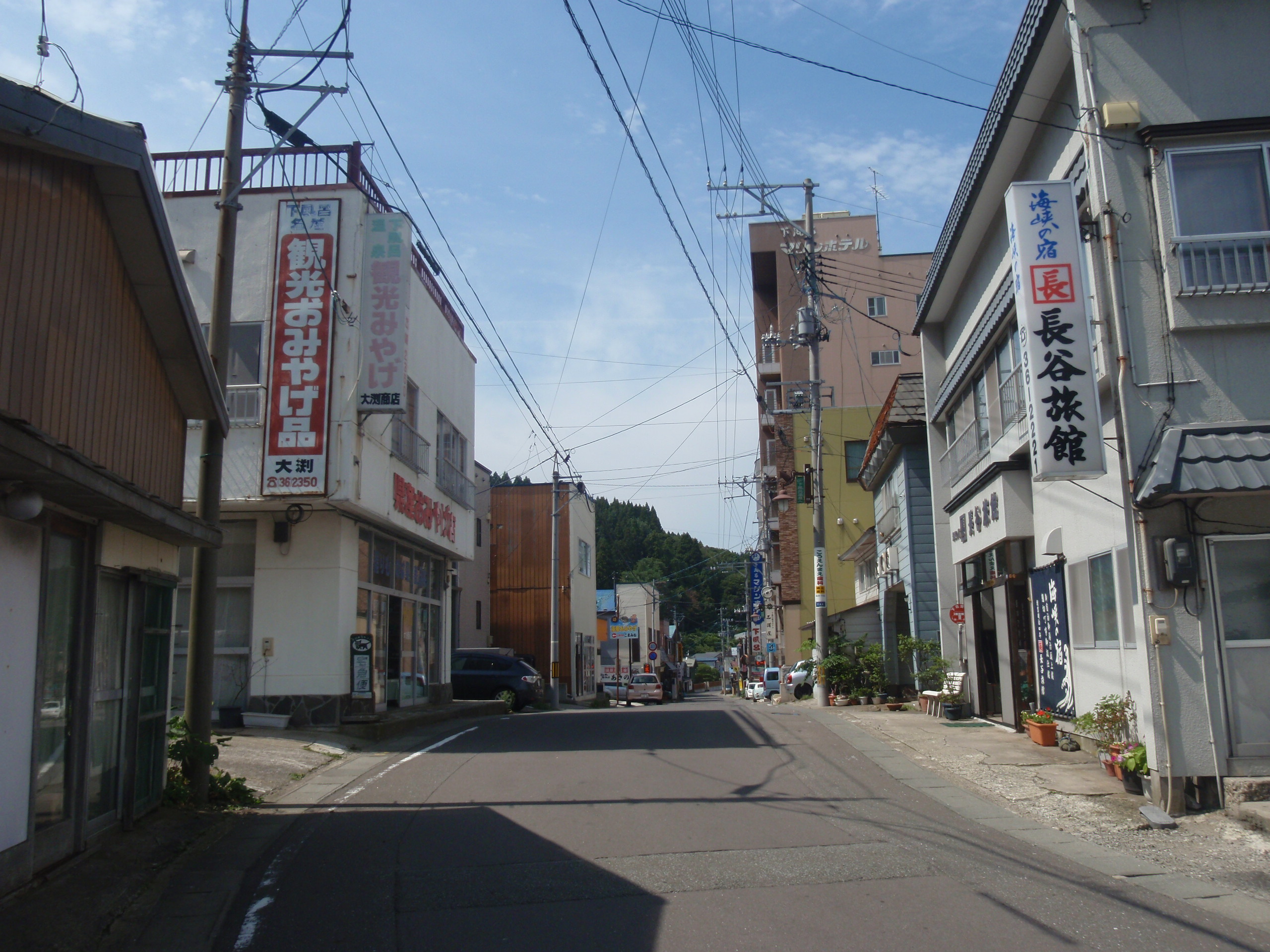
下風呂温泉街

風間浦村（かざまうらむら）は、青森県下北半島北部、津軽海峡に面した本州最北の村である。
村面積の大部分を恐山山地を構成する山地にて占める。

## 地理
青森県下北半島北部に位置する。恐山山地を構成する山々が海に迫り、わずかに存在する平野部に集落が点在する。

中心となる集落は、下風呂（しもふろ）地区、易国間（いこくま）地区、蛇浦（へびうら）地区で、下風呂地区は古くより湯治場として知られる。
- 山: 矢筈山(627m)、三界平山(346m)、目滝山(618m)、大石八森(626m)、三角山(282m)、折戸山(119m)
- 河川: 目滝川、易国間川、焼山沢、釜ノ沢

## 歴史
- 1889年（明治22年）4月1日：町村制の施行により、下北郡下風呂村、易国間村及び蛇浦村を廃し、その区域をもって下北郡風間浦村を設置する。村の名称は、設置前のそれぞれの各村から一文字ずつ取って合わせたもの。
- 2021年（令和3年）8月10日 - 台風9号から変わった低気圧により豪雨が発生。村内各所で孤立地区が生じたため、災害派遣要請を受けた陸上自衛隊青森駐屯地の第5普通科連隊が出動して救助が行われた[3]。

## 行政
- 村長：冨岡　宏（2017年2月21日～）
- 村議会：議員定数8名（無所属6名、立憲民主党所属2名）

## 経済
主要産業は漁業、観光、林業である。

### 産業
- 林業：村面積の大部分を山林にて占める。
- 観光：下風呂地区は藩政時代より湯治場として知られ、毎年多くの観光客が訪れる。
- 漁業：付近の海底地形は急峻でアンコウの好漁場となっている[4]。その他の主要海産物として、スルメイカ・コンブ・ふのり・ウニ等がある。
  - 下風呂漁港
  - 易国間漁港
  - 蛇浦漁港
  - 桑畑漁港

### 郵便
- 風間浦郵便局（84037）
- 易国間郵便局（84073）
- 蛇浦簡易郵便局（84713）

※村内の集配業務は大畑郵便局（むつ市）が担当。

## 姉妹都市・提携都市・友好団体

### 国内
- 椴法華村（現・函館市）（北海道）
  - 1991年（平成3年）11月2日友好都市提携
- 同志社

## 地域

### 人口
平成27年国勢調査より前回調査からの人口増減をみると、19.77％減の1,976人であり、県下40市町村中、最も減少率が高い。
| |                                          |  |
| 風間浦村と全国の年齢別人口分布（2005年） | 風間浦村の年齢・男女別人口分布（2005年） |  |
| ■紫色 ― 風間浦村 ■緑色 ― 日本全国 | ■青色 ― 男性 ■赤色 ― 女性                |  |
| 風間浦村（に相当する地域）の人口の推移 \| 1970年（昭和45年） \| 4,243人 \| \| \| 1975年（昭和50年） \| 4,057人 \| \| \| 1980年（昭和55年） \| 3,917人 \| \| \| 1985年（昭和60年） \| 3,712人 \| \| \| 1990年（平成2年） \| 3,295人 \| \| \| 1995年（平成7年） \| 3,012人 \| \| \| 2000年（平成12年） \| 2,793人 \| \| \| 2005年（平成17年） \| 2,603人 \| \| \| 2010年（平成22年） \| 2,463人 \| \| \| 2015年（平成27年） \| 1,976人 \| \| \| 2020年（令和2年） \| 1,636人 \| \| |                                          |  |
| 総務省統計局 国勢調査より |                                          |  |
| 1970年（昭和45年） | 4,243人                                  |  |
| 1975年（昭和50年） | 4,057人                                  |  |
| 1980年（昭和55年） | 3,917人                                  |  |
| 1985年（昭和60年） | 3,712人                                  |  |
| 1990年（平成2年） | 3,295人                                  |  |
| 1995年（平成7年） | 3,012人                                  |  |
| 2000年（平成12年） | 2,793人                                  |  |
| 2005年（平成17年） | 2,603人                                  |  |
| 2010年（平成22年） | 2,463人                                  |  |
| 2015年（平成27年） | 1,976人                                  |  |
| 2020年（令和2年） | 1,636人                                  |  |

### 所轄警察署
大間警察署
- 風間浦駐在所

### 所轄消防署
下北地域広域行政事務組合大畑消防署
- 風間浦消防分署

### 教育

#### 小学校
- 風間浦村立風間浦小学校

※以下は廃校。
- 風間浦村立桑畑小学校（2001年・易国間小学校へ統合）
- 風間浦村立下風呂小学校（2016年・風間浦小学校を統合新設）
- 風間浦村立易国間小学校（同上）
- 風間浦村立蛇浦小学校（同上）

#### 中学校
- 風間浦村立風間浦中学校

※以下は廃校。
- 風間浦村立易国間中学校（1986年・風間浦中学校を統合新設）
- 風間浦村立蛇浦中学校（同上）
- 風間浦村立下風呂中学校（1989年・風間浦中学校へ統合）

#### 高等学校
※以下は廃校。
- 田名部高等学校定時制風間浦分校（1975年・田名部高等学校へ統合[5]）

### 金融機関
- 青い森信用金庫大間支店風間浦出張所…指定金融機関

旧下北信金店。2010年10月1日より大間支店のサテライト店舗化、2015年10月1日より有人出張所に降格。2020年11月16日に大間支店に統合。
この他、町内の郵便局の貯金窓口を含む、東北6県のゆうちょ銀行および同行の銀行代理店となる各郵便局の貯金窓口、そして、大間町など隣接自治体内所在の金融機関が収納代理金融機関を行っているところがある。なお、旧みちのく銀行は、2016年11月に大間支店が大畑支店に統合されたことに伴って、大間支店の廃店後は風間浦村の収納業務が行えなくなるため、口座振替の取り扱いを停止、窓口の取り扱いも代金取立となり、有料とされていたが、旧青森銀行との合併により、青森みちのく銀行大間支店（もとの青森銀行店舗）が存在するため、2025年1月からは、旧みちのく銀行店舗でも対応できるようになった。

## 交通

### 鉄道
村内を鉄道路線は走っていない。最寄り駅は、JR東日本大湊線下北駅。

### 路線バス
- 下北交通 - むつ市の下北駅と佐井村を結ぶ佐井線が風間浦村を経由する（むつ市 - 風間浦村 - 大間町 - 佐井村）。風間浦村内では国道279号を通る。風間浦村中心部と下北駅との間の所要時間は約50分、大間町の津軽海峡フェリー乗り場との間の所要時間は約20分[6]。
  - 村内の停留所：（佐井・大間←）ばんや前、アワビ増殖センター、下蛇浦、下風呂、下風呂保育所前、古釜谷、大川尻、弁天、下風呂、日和崎、易国間、易国間下新町、易国間住宅前、易国間新町、易国間郵便局前、桑畑、沢の黒、甲、畑尻、白砂海岸、立石、菅の尻、蛇浦、蛇浦小学校前、風間浦中学校前（→むつ）

### 道路
- 一般国道：国道279号

## 名所・旧跡・観光スポット・祭事・催事
- 下北半島国定公園
- 下風呂温泉 - 藩政時代よりの湯治場。
- 桑畑温泉 - 村営入浴施設｢湯ん湯ん♪｣がある。
- 海峡いさりび公園

対岸の北海道を一望できる展望台、井上靖の文学碑、同志社大学創設の新島襄の寄港記念碑がある。
- 活イカ備蓄センター

「元祖 烏賊様レース」を7月 - 11月の週2回、常設コースで開催。ただし東京・銀座に会場を移して行ったこともある
- 海峡メモリアルロード

下風呂地区に大間鉄道の線路跡が見られ、その一部が観光地として整備された。

## 出身有名人
- サガユウキ - シンガーソングライター

## その他
- 1980年代前半まで、青森県内の各テレビ局は村内に中継局を設置しておらず受信は殆ど不可能であった。しかし、海を隔てた北海道のテレビ局（函館局）が受信できたため、「青森の県知事は知らないが、北海道の道知事は知っている」という現象もあった。その後アナログテレビの中継局は設置されたが、地上デジタル放送においては風間浦村営共聴システムを村内に整備し各世帯はそのケーブルテレビで視聴することとなったため、再び電波による中継局は設置されないこととなった。風間浦村営共聴システムでは在青・在函いずれの局も視聴が可能。
- 2022年5月現在、村内には1軒しかガソリンスタンドはない。